# سلستینو کابایرو
سلستینو کابایرو (انگلیسی: Celestino Caballero؛ زادهٔ ۲۱ ژوئن ۱۹۷۶) بوکسور اهل پاناما بود.